# 4e cérémonie des Denver Film Critics Society Awards
Ne doit pas être confondu avec la 4e cérémonie des Detroit Film Critics Society Awards
La 4e cérémonie des Denver Film Critics Society Awards (DFCS Awards), décernés par la Denver Film Critics Society, a eu lieu le 8 janvier 2013, et a récompensé les films réalisés l'année précédente.

## Palmarès

### Meilleur film
- Argo
  - Django Unchained
  - Happiness Therapy (Silver Linings Playbook)

### Meilleur réalisateur
- Ben Affleck pour Argo
  - Paul Thomas Anderson pour The Master
  - Kathryn Bigelow pour Zero Dark Thirty

### Meilleur acteur
- Daniel Day-Lewis pour le rôle d'Abraham Lincoln dans Lincoln
  - John Hawkes pour le rôle de Mark O'Brien dans The Sessions
  - Denzel Washington pour le rôle de Whip Whitaker dans Flight

### Meilleure actrice
- Jennifer Lawrence pour le rôle de Tiffany dans Happiness Therapy (Silver Linings Playbook)
  - Jessica Chastain pour le rôle de Maya dans Zero Dark Thirty
  - Quvenzhané Wallis pour le rôle d'Hushpuppy dans Les Bêtes du sud sauvage (Beasts of the Southern Wild)

### Meilleur acteur dans un second rôle
- Philip Seymour Hoffman pour le rôle de Lancaster Dodd dans The Master
  - Robert De Niro pour le rôle de Pat Solitano Sr dans Happiness Therapy (Silver Linings Playbook)
  - Tommy Lee Jones pour le rôle de Thaddeus Stevens dans Lincoln

### Meilleure actrice dans un second rôle
- Anne Hathaway pour le rôle de Fantine dans Les Misérables
  - Amy Adams pour le rôle de Mary Sue Dodd dans The Master
  - Sally Field pour le rôle de Mary Todd Lincoln dans Lincoln

### Meilleur scénario original
- Moonrise Kingdom – Roman Coppola et Wes Anderson
  - Django Unchained – Quentin Tarantino
  - The Master – Paul Thomas Anderson

### Meilleur scénario adapté
- Happiness Therapy (Silver Linings Playbook) – David O. Russell
  - Argo – Chris Terrio
  - Le Monde de Charlie (The Perks of Being a Wallflower) – Stephen Chbosky

### Meilleure chanson originale
- "Skyfall" interprétée par Adele – Skyfall
  - "Suddenly" interprétée par Hugh Jackman – Les Misérables
  - "When Can I See You Again?" interprétée par Owl City – Les Mondes de Ralph (Wreck-it Ralph)

### Meilleure musique de film
- The Dark Knight Rises – Hans Zimmer
  - Argo – Alexandre Desplat
  - Lincoln – John Williams

### Meilleur film en langue étrangère
- Amour •  Autriche /  France
  - Holy Motors •  France
  - Intouchables •  France

### Meilleur film d'animation
- L'Étrange Pouvoir de Norman (ParaNorman)
  - Frankenweenie
  - Les Mondes de Ralph (Wreck-it Ralph)

### Meilleur film documentaire
- Jiro Dreams of Sushi
  - Bully
  - Samsara

## Statistiques

### Nominations multiples

#### Films
4 : Argo, Happiness Therapy, The Master, Lincoln
2 : Les Misérables, Les Mondes de Ralph, Django Unchained, Zero Dark Thirty

#### Personnalités
2 : Paul Thomas Anderson

### Récompenses multiples
Légende : Nombre de récompenses/Nombre de nominations

### Films
2 / 4 : Argo, Happiness Therapy

### Personnalités
Aucune